# Europski sud za ljudska prava
Europski sud za ljudska prava (skr. ESLJP) (eng. European Court of Human Rights (ECHR), fr. Cour européenne des Droits de l' Homme (CEDH)), također poznat i kao Sud u Strasbourgu, je međunarodni sud Vijeća Europe koji tumači Europsku konvenciju o ljudskim pravima. Sud razmatra zahtjeve u kojima se navodi da je država ugovornica prekršila jedno ili više ljudskih prava navedenih u Konvenciji ili njezinim fakultativnim protokolima u kojima je država članica stranka. Europska konvencija o ljudskim pravima također se spominje inicijalima "ECHR". Sjedište suda je u Strasbourgu u Francuskoj.
Zahtjev može podnijeti pojedinac, grupa pojedinaca ili jedna ili više drugih država ugovornica. Osim presuda, sud može izdavati i savjetodavna mišljenja. Konvencija je usvojena u kontekstu Vijeća Europe, a svih njenih 46 država članica su ugovorne strane konvencije. Osnovno sredstvo sudskog tumačenja suda je doktrina živog instrumenta, što znači da se Konvencija tumači u svjetlu današnjih uvjeta.
Znanstvenici međunarodnog prava smatraju ESLJP najučinkovitijim međunarodnim sudom za ljudska prava na svijetu. Ipak, sud se suočio s izazovima s presudama koje ugovorne strane nisu provele.

## Sudci
Suce bira Parlamentarna skupština Vijeća Europe na vrijeme od 9 godina, a broj sudaca (47) odgovara broju članica Vijeća Europe.

## Organizacija i nadležnost
Organizacija, sastav i nadležnost Suda uređeni su Europskom konvencijom o ljudskim pravima i Poslovnikom Suda (eng. Rules of Court), koji je na snazi od 2005. godine.
Sud u punom sastavu bira predsjednika, dva potpredsjednika i predsjednike odjela na vrijeme od tri godine. Predsjednik predstavlja Sud i upravlja sudskom upravom. Na plenarnoj sjednici, suci, sukladno ravnopravnoj geografskoj, spolnoj i pravnoj zastupljenosti, formiraju najmanje četiri odjela.
Sud odlučuje u odboru od tri suca, vijeću od sedam sudaca ili Velikom vijeću od 17 sudaca. U sastav odbora ulaze suci istog odjela, a funkcija odbora traje dvanaest mjeseci. Sedmočlano sudsko vijeće čine suci istog odjela i predsjednik odjela. Veliko vijeće bira se na tri godine i sastoji se od 17 sudaca u koje spadaju predsjednik i potpredsjednici suda, predsjednici vijeća i 3 rezervna suca.
Odbori odlučuju o prihvatljivosti predstavke, vijeće o biti spora, a Veliko vijeće o tumačenju Konvencije ili Protokola i o odlukama vijeća neusklađenim sa sudskom praksom. Odluke se donose većinom glasova. Sudac ima pravo na izdvojeno mišljenje ako se u cjelini ili djelomično ne slaže s većinskom odlukom. Ako su glasovi podijeljeni, glasuje se ponovno, a ako se situacija ponovi, odluku donosi predsjednik. Za glasovanje u odborima mjerodavna je većina prisutnih sudaca, a za glasovanje u vijeću i Velikom vijeću većina od ukupnog broja sudaca. Suzdržavanje od glasovanja nije dopušteno u konačnom odlučivanju o prihvatljivosti predstavke ili biti pravne stvari.

## Postupak
Inicijalni akt za pokretanje spora pred Sudom je predstavka (eng. Application). Predstavke su sredstva kojima se traži zaštita u slučaju da države potpisnice Europske konvencije o ljudskim pravima i članice Vijeća Europe krše ljudska prava i slobode.
Individualne predstavke Sudu upućuju pojedinci, grupe osoba ili nevladine organizacije, a međudržavne predstavke zemlje članice Vijeća Europe. Predstavke se dostavljaju na posebnoj tiskanici, koja sadrži podatke o Sudu, podnositelju predstavke, državi koja je prekršila obvezu preuzetu Europskom konvencijom, činjenicama i dokazima kršenja ljudskih prava.
Rasprava je pismena, ali Sud može odlučiti da se vodi usmeni postupak radi izvođenja određenih dokaza. Stranka koja ne može platiti troškove postupka ima pravo na besplatnu pravnu pomoć. Besplatnu pravnu pomoć osigurava Sud osobi koje priloži dokaze o nedostatku financijskih sredstava za isplatu sudske naknade.
Suđenje se obavlja u sjedištu Suda, u Strasbourgu, s tim da se neke radnje mogu obavljati i izvan sudske zgrade, Strasbourga i Francuske, ako to nalažu potrebe postupka.
Presuda postaje pravomoćna ako se stranke odreknu zahtjeva za iznošenje predmeta pred Veliko vijeće ili ako, po proteku roka od tri mjeseca, ne zahtijevaju da se predmet uputi Velikom vijeću. Pravomoćna odluka objavljuje se i prosljeđuje Vijeću ministara Vijeća Europe koji nadzire izvršenje pravomoćnih presuda.
Stranka nezadovoljna ishodom sudskog spora može, u roku od 12 mjeseci, od Vijeća zahtijevati tumačenje ili preispitivanje presude. Preispitivanje se može tražiti zbog naknadnog otkrivanja činjenica koje nisu bile poznate Sudu i stranci u vrijeme donošenja odluke, a mogle su bitno utjecati na sadržaj meritorne odluke.
Pravomoćne i izvršne sudske odluke postaju izvor prava, odnosno osnova svih budućih odlučivanja.

## Vanjske poveznice
- Ključni aspekti za uspješnu argumentaciju pred Europskim sudom za ljudska prava Centar za kulturne djelatnosti, 2021.